# Dôme de Rochefort
De Dôme de Rochefort is een 4010 meter hoge bergtop op de grens van het Franse departement Savoie en de Italiaanse regio Aostadal.
De top ligt in het centrale deel van het Mont Blancmassief, ten oosten van de bekende Dent du Géant en ten westen van de Grandes Jorasses. Het is het hoogste punt van de Crête de Rochefort. Op deze bergkam ligt nog een tweede top, de Aiguille de Rochefort (4001 m).
Aan de Italiaanse zijde begint men de beklimming gewoonlijk vanuit de berghut Torino (3322 m en 3375 m) die vanuit Courmayeur met een kabelbaan te bereiken is. Aan de Franse zijde is de berghut Cosmiques (3613 m) het belangrijkste uitgangspunt. Deze berghut ligt op een half uur lopen vanaf het bergstation Aiguille du Midi. Een grote uitdaging voor bergbeklimmers vormt de 700 meter hoge noordwestwand van de Rochefort met een hellingspercentage van zo'n 70°.
Op 14 augustus 1873 werd de Aiguille de Rochefort voor het eerst beklommen door de Brit J. Eccles met zijn Franse gidsen M.C. en A. Payot. Drie jaar later bestegen deze zelfde personen als eersten de Dôme de Rochefort.